# Championnat d'Aruba de football 2018-2019
Navigation
Édition précédente Édition suivante
La saison 2018-2019 du Championnat d'Aruba de football est la trente-troisième édition de la Division di Honor, le championnat de première division à Aruba. Les dix meilleures équipes de l'île sont regroupées au sein d’une poule unique où elles s’affrontent au cours de plusieurs phases, avec des qualifications successives, jusqu'à la finale nationale. En fin de saison, le dernier du classement est relégué tandis que les huitième et neuvième doivent prendre part à une poule de promotion-relégation.
C'est le SV Racing Club Aruba qui est sacré cette saison après avoir battu le SV Deportivo Nacional en finale. Il s’agit du seizième titre de champion de l’histoire du club.

## Les équipes participantes
| \| Oranjestad : Dakota RC Aruba RP Aruba Oranjestad Caiquetio Nacional Britannia Bubali La Fama Estrella \| Localisation des équipes engagées. |
| Oranjestad : Dakota RC Aruba RP Aruba Oranjestad Caiquetio Nacional Britannia Bubali La Fama Estrella                                          |

| Club                  | Classement 2017-2018     | Ville       | Stade                            |
| --------------------- | ------------------------ | ----------- | -------------------------------- |
| SV Dakota             | Champion                 | Oranjestad  | Stade Trinidad                   |
| SV Deportivo Nacional | Finaliste                | Noord       | Veld Sports Complex              |
| SV Estrella           | 3e (Calle 4)             | Papilon     | Stade Trinidad                   |
| SV Britannia          | 4e (Calle 4)             | Piedra Plat | Piedra Plat Entertainment Center |
| SV Racing Club Aruba  | 5e                       | Oranjestad  | Stade Trinidad                   |
| SV Bubali             | 6e                       | Noord       | Veld Sports Complex              |
| River Plate Aruba     | 7e                       | Oranjestad  | Stade Trinidad                   |
| SV La Fama            | 8e                       | Savaneta    | Savaneta Turf Field              |
| SV Caiquetio          | 9e                       | Paradera    | Veld Caiquetio                   |
| SV Brazil Juniors     | Champion de Division Uno | Savaneta    | Brasil Sports Center             |

Légende des couleurs
- Champion et qualifié pour le Caribbean Club Shield 2019
- Promu de Division Uno

## Compétition
Le barème utilisé pour établir le classement est le suivant :
- Victoire : 3 points
- Match nul : 1 point
- Défaite : 0 point

### Saison régulière
| Rang | Équipe                | Pts | J  | G  | N | P  | Bp | Bc | Diff |
| ---- | --------------------- | --- | -- | -- | - | -- | -- | -- | ---- |
| 1    | SV Dakota T C         | 43  | 18 | 14 | 1 | 3  | 51 | 16 | +35  |
| 2    | SV Deportivo Nacional | 40  | 18 | 13 | 1 | 4  | 40 | 24 | +16  |
| 3    | SV Racing Club Aruba  | 38  | 18 | 12 | 2 | 4  | 44 | 19 | +25  |
| 4    | SV Estrella           | 30  | 18 | 8  | 6 | 4  | 34 | 30 | +4   |
| 5    | SV Britannia          | 25  | 18 | 8  | 1 | 9  | 41 | 37 | +4   |
| 6    | SV Bubali             | 25  | 18 | 8  | 1 | 9  | 39 | 37 | +2   |
| 7    | SV Brazil Juniors P   | 17  | 18 | 5  | 2 | 11 | 24 | 33 | -9   |
| 8    | SV La Fama            | 16  | 18 | 4  | 4 | 10 | 19 | 39 | -20  |
| 9    | SV Caiquetio          | 14  | 18 | 3  | 5 | 10 | 21 | 49 | -28  |
| 10   | River Plate Aruba     | 8   | 18 | 1  | 5 | 12 | 23 | 52 | -29  |

|  | Qualification pour le Calle 4                                                   |
|  | Barrage de promotion-relégation                                                 |
|  | Relégation en Division Uno                                                      |
|  | T : Tenant du titre C : Vainqueur de la Coupe d'Aruba P : Promu de Division Uno |

### Calle 4
| Rang | Équipe                | Pts | J | G | N | P | Bp | Bc | Diff |  | Résultats (▼ dom., ► ext.) | RCA | NAC | DAK | EST |
| ---- | --------------------- | --- | - | - | - | - | -- | -- | ---- |  | -------------------------- | --- | --- | --- | --- |
| 1    | SV Racing Club Aruba  | 13  | 6 | 4 | 1 | 1 | 14 | 6  | +8   |  | SV Racing Club Aruba       |     | 3-0 | 3-2 | 6-1 |
| 2    | SV Deportivo Nacional | 13  | 6 | 4 | 1 | 1 | 11 | 5  | +6   |  | SV Deportivo Nacional      | 2-0 |     | 1-1 | 3-0 |
| 3    | SV Dakota T C         | 8   | 6 | 2 | 2 | 2 | 6  | 5  | +1   |  | SV Dakota T C              | 0-0 | 0-1 |     | 2-0 |
| 4    | SV Estrella           | 0   | 6 | 0 | 0 | 6 | 3  | 18 | -15  |  | SV Estrella                | 1-2 | 1-4 | 0-1 |     |

|  | Qualification pour la finale nationale                |
|  | T : Tenant du titre C : Vainqueur de la Coupe d'Aruba |

### Finale nationale
La finale se joue en trois manches, le 12 juin (match aller), le 15 juin (match retour) et le 19 juin (match d'appui). La différence de buts n'est pas prise en compte.
| Équipe 1             | Résultat | Équipe 2              | Aller | Retour | Appui |
| -------------------- | -------- | --------------------- | ----- | ------ | ----- |
| SV Racing Club Aruba | 3 - 3    | SV Deportivo Nacional | 1 - 3 | 1 - 0  | 1 - 0 |

## Barrage de promotion-relégation
| Rang | Équipe               | Pts | J | G | N | P | Bp | Bc | Diff |  | Résultats (▼ dom., ► ext.) | UNI | LAF | CAI | JON | CDRA |
| ---- | -------------------- | --- | - | - | - | - | -- | -- | ---- |  | -------------------------- | --- | --- | --- | --- | ---- |
| 1    | SV United Aruba (D2) | 7   | 4 | 2 | 1 | 1 | 8  | 6  | +2   |  | SV United Aruba (D2)       |     | 2-1 |     |     | 4-0  |
| 2    | SV La Fama           | 7   | 4 | 3 | 1 | 1 | 9  | 7  | +2   |  | SV La Fama                 |     |     | 3-1 | 2-2 |      |
| 3    | SV Caiquetio         | 7   | 4 | 2 | 1 | 1 | 10 | 7  | +3   |  | SV Caiquetio               | 1-1 |     |     |     | 4-3  |
| 4    | SV Jong Aruba (D2)   | 4   | 4 | 1 | 1 | 2 | 7  | 9  | -2   |  | SV Jong Aruba (D2)         | 4-1 |     | 0-4 |     |      |
| 5    | SV CD Rooi Afo (D2)  | 3   | 4 | 1 | 0 | 3 | 7  | 12 | -5   |  | SV CD Rooi Afo (D2)        |     | 2-3 |     | 2-1 |      |

|  | Promu ou maintenu en Division di Honor |
|  | Relégué ou maintenu en Division Uno    |

## Bilan de la saison
| Championnat d'Aruba de football 2018-2019 |                                  |
| Champion                                  | SV Racing Club Aruba (16e titre) |
| Coupes et trophées                        |                                  |
| Vainqueur de la Coupe d'Aruba 2018-2019   | SV Dakota                        |
| Qualifications continentales              |                                  |
| Caribbean Club Shield 2020                | SV Racing Club Aruba             |
| Promotions et relégations                 |                                  |
| Promus en Division di Honor               | SV Independiente Caravel         |
| Promus en Division di Honor               | SV United Aruba                  |
| Relégués en Division Uno                  | River Plate Aruba                |
| Relégués en Division Uno                  | SV Caiquetio                     |